# Pokušaj državnog udara u Estoniji 1924.
Pokušaj državnog udara u Estoniji 1924. godine, poznat i kao Prvoprosinački pokušaj državnog udara (est.: 1. detsembri riigipöördekatse) bio je neuspjeli pokušaj državnog udara koji su 1. prosinca 1924. pokrenuli estonski komunisti uz podršku Kominterne. Puč su predvodili Jaan Anvelt i August Lillakas, međutim od 279 aktivnih sudionika puča, njih 125 ubijeno je u borbama, dok je još 500 osoba naknadno uhićeno. Vlada Estonije uspješno je zaustavila pučiste u samo pet sati. Za vrijeme sovjetske okupacije Estonije, ovaj se puč nazivao Tallinnski ustanak od 1. prosinca 1924. te se o njemu govorilo kao o dijelu marksističke svjetske revolucije.
Komunisti su u Estoniji bili aktivni sudionici političkog života još od kraja Prvog svjetskog rata, a iako su nakon rata za neovisnost bili prisiljeni djelovati u ilegali, i dalje su bili prisutni u Estoniji. Godine 1920., estonski su se komunisti pridružili Kominterni koja je 1924. godine, uslijed žestokih borbi za vlast između Lava Trockog i Josifa Staljina, a povodom Lenjinove iznenadne smrti te godine, pokušala izvesti državni udar u Estoniji.
Planiranje puča započelo je u proljeće 1924., a glavni plan osmislili su Jaan Anvelt i Karl Rimm, veteran Ruskog građanskog rata. Plan je predviđao glavni udar na Tallinn, te naknadne manje ustanke u Tartuu, Narvi, Pärnuu, Viljandiju, Rakvereu, Kundi, i Kohili. Puč je trebao započeti u 5:15 sati ujutro. Ukupno 279 naoružanih komunista trebalo je pokrenuti glavni napad, a organizatori su pogrešno vjerovali da će se radnici i vojnici svojevoljno pridružiti puču. Krajnji cilj bila je uspostava estonske sovjetske republike i "radničke vlade".
U studenome 1924.  došlo je do Suđenja 149-orki, što je uklonilo značajan broj potencijalnih sudionika, s obzirom da su stočetrdesetdevetorica optuženika u tom procesu redom bili komunisti. Unatoč tome, Moskva je krajem studenog 1924., nedugo nakon završenog procesa, odlučila krenuti s planom 1. prosinca 1924. godine.
Puč je trebao započeti napadom na vojnu školu u Tallinnu, međutim samo 56 od planiranih 140 sudionika pojavilo se 30. studenoga u kući Reimann, koja se nalazila oko kilometar od škole. Komunisti su krenuli prema školi oko 5:00 sati ujutro u kojoj se tada nalazilo oko 450 naoružanih časnika. Pučisti su započeli napad na kadete u prizemlju, međutim časnici su ubrzo pokrenuli protunapad. Istovremeno, manja je skupina napala kantinu, koja je, međutim, bila prazna jer su dežurni časnici netom bili napustili zgradu. 
Nedugo zatim, skupina kadeta zaustavila je automobil u kojem se nalazilo sedam muškaraca; vozač je pokušao pobjeći, ali bez uspjeha. Ispostavilo da su dvojica među njima braća jednog od pučista, Rudolfa Vakmanna, te da su prevozili oružje za komuniste. Svi su uhićeni i odvedeni u školu, gdje ih je ad hoc formirani vojni sud (u sastavu trojice časnika) proglasio krivima i osudio na smrt; pogubljeni su kasnije istoga dana. U napadu na vojnu školu ranjena su devetorica, a ubijena četvorica kadeta. 
Druga skupina pučista krenula je na dvorac Toompea, koji je bio sjedište vlasti i parlamenta. Treća skupina upala je u stan Državnog starješine, odmah iza Katedrale Aleksandra Nevskog, ali je Friedrich Akel uspio pobjeći na stražnji izlaz.
Pučisti su bili uspješni u zauzimanju vojne piste i baraka u Lasnamäeu, gdje su im se neki vojnici čak i pridružili. Ipak, po dolasku pojačanja, komunisti su se morali povući, a njihovi podržavatelji su osuđeni na smrt i pogubljeni zbog izdaje. Pučisti su prilikom bijega oteli dva vojna aviona i pokušali doći do Sovjetskog Saveza; jedan od njih je prisilno sletio u Narvu, dok je drugi uspješno prešao granicu. Pučisti su oštetili i nekoliko tenkova u sjedištu motoriziranih jedinica, međutim brzo su prisiljeni na bijeg.
Jedan od značajnijih događaja bilo je i uspješno zauzimanje glavnog željezničkog kolodvora. Kako su pučisti zaustavili promet svih putničkih vlakova, a vijesti o puču nisu bile raširene, ministar prometa Karl Kark otišao je osobno provjeriti što se događa, ali je na stepenicama kolodvora propucan te je kasnije preminuo od posljedica ranjavanja. Kratka izmjena vatre dogodila se i na ulicama nedaleko od glavne pošte, kada je general Ernst Põdder, koji je igrom slučaja bio u blizini i družio se s kolegama, primijetio da se nešto događa i otišao pomoći. 
Situacija se do 10:00 ujutro potpuno smirila, a puč je bio potpuno ugušen. 
Iako je puč ugušen nakon samo pet sati, lov na sudionike trajao je nekoliko dana. Dana 5. prosinca došlo je do borbe u selu Iru nedaleko od Tallinna, gdje je država ubila trojicu prominentnih komunista, među kojima je bio i Arnold Sommerling. Dva dana kasnije, policija je izvršila raciju na kuću u Tallinnu ubivši također tri komunista. Ipak, dio glavnih sudionika puča, među kojima i Jaan Anvelt te Rudolf Vakmann, uspjeli su pobjeći u Sovjetski Savez, gdje su na koncu završili kao žrtve Velike čistke. Desetorica boraca protiv pučista nagrađeni su Križom slobode, što je bio posljednji put da je to odlikovanje dodijeljeno. Godine 1974., komunističke su vlasti podigle spomenik pučistima nasuprot glavnog kolodvora, koji je uništen početkom 1990-ih. Ljudi u Estoniji često su se šalili s tim spomenikom, tvrdeći kako je to jedini spomenik na svijetu koji je uspio komemorirati apsolutno sve sudionike nekog puča (spomenik je prikazivao samo četiri lika). 